# Mikael I Apafi

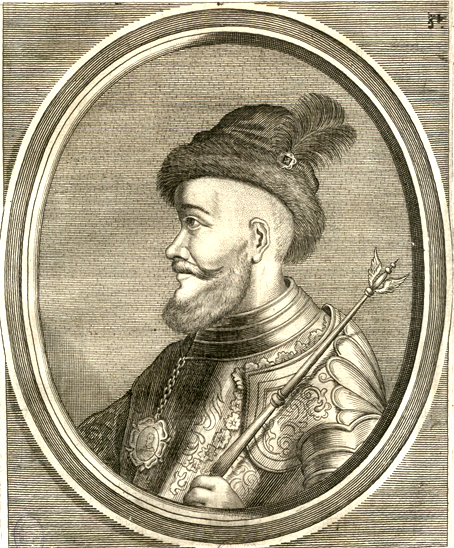
Mikael I Apafi.

Mikael I Apafi, född den 3 november 1632, död den 15 april 1690, var en ungersk magnat och furste av 
Siebenbürgen, far till Mikael II Apafi.
Apafi, av en till lågadeln hörande släkt, utmärkte sig under furst Georg II Rákóczy på dennes fälttåg till Polen 1656, blev 1661 utropad till furste av Siebenbürgen och bibehöll sig sedan med turkisk hjälp. Slutligen måste han (1686) erkänna Österrikes överherrskap. 